# Lago Petroleum Corporation
La Lago Petroleum Corporation fue una compañía petrolera que operaba en Cabimas, Venezuela, con una concesión en el Lago de Maracaibo.
En abril de 1923, inversionistas norteamericanos vinculados en diferentes grados a Standard Oil, fundan la empresa Lago Petroleum Corporation en Delaware. En sus inicios, esta adquirió -al Sr. Carlos Delfino, a cambio de acciones en la empresa- concesiones que cubrían una extensa área del lecho del Lago de Maracaibo. Lago adquirió además todas las acciones de British Equatorial Oil Co., empresa que poseía bloques productivos en las riberas del lago, que resultaron ser las más prolíficas del Campo Costanero Bolívar uno de los más grandes del mundo. Lago poseía el 49% de las acciones de Lago Oil & Transport Co. con el otro 51% controlado por British Mexican Petroleum Co. Dado el éxito de la Venezuelan Oil Concessions otros inversionistas pidieron al gobierno de Juan Vicente Gómez una concesión en el lago de Maracaibo colindante a la concesión de la VOC, esta resultó en el descubrimiento de los campos Ambrosio y La Salina frente a las costas de Cabimas.
En 1925, Lago y British Mexican fueron adquiridas por la Pan American Petroleum & Transport Company, transnacional con amplias actividades en California y México. En 1932, Pan American transfirió todos sus activos en el extranjero -incluyendo, naturalmente, a Lago Petroleum y Lago Oil & Transport- a Standard Oil of New Jersey. En 1934, Lago registró en Venezuela una sociedad denominada "Compañía de Petróleo Lago" (Petrolago) y le transfirió a esta última todas sus instalaciones de refinación, mercadeo, terminales de embarque, flota de tanqueros y varias concesiones petroleras.
La compañía estableció su sede en La Salina (actual sede de PDVSA en Cabimas), y construyó para sus empleados los campos  Hollywood, Las Cúpulas,  Amparo, y el Amparito.
Sus instalaciones eran el puerto y patio de tanques de La Salina aún en uso por PDVSA.
La compañía construyó el Club Lago (Las Cúpulas), para esparcimiento de sus trabajadores, el estadio Las Cúpulas y el Club de Golf Coquivacoa (actualmente el sector El Golfito).
Al fusionarse con la Standard Oil de Venezuela (S.O.V.) se convirtió en la Creole Petroleum Corporation.